# Kate Connolly

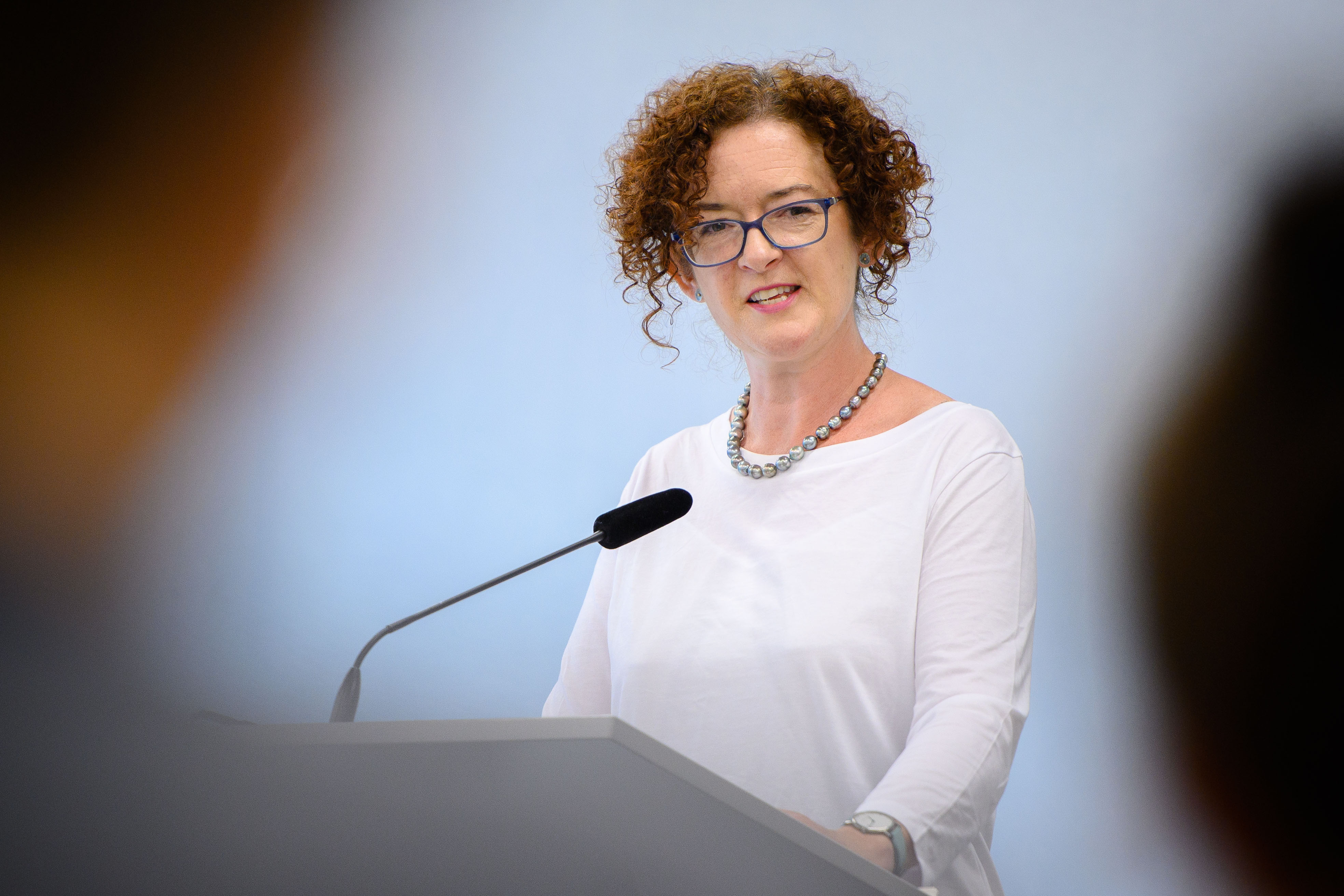
Kate Connolly (2019)

Kate Connolly (geboren 1971 in Newbury (Berkshire)) ist eine britisch-deutsche Journalistin.

## Leben
Sie studierte Germanistik und Anglistik an der University of Leeds.
Seit 1996 arbeitete sie freiberuflich als Journalistin, zunächst in Wien und Prag, bevor sie 2001 nach Berlin zog. 
1997 schrieb sie erstmals für den Guardian und erhielt ein Scott-Trust-Stipendium. Als Auslandskorrespondentin war sie viele Jahre für The Daily Telegraph tätig und berichtete auch für zahlreiche Zeitungen von der Süddeutschen Zeitung bis zur Los Angeles Times. Sie ist die Berlin-Korrespondentin des Guardian und des Observers.
Nach dem Brexit-Referendum stellte sie sich einem Einbürgerungstest und erhielt die deutsche Staatsbürgerschaft.
Kate Connolly lebt mit ihrem Mann und ihren zwei Kindern in Potsdam.

## Veröffentlichungen
- Exit Brexit: Wie ich Deutsche wurde. Übersetzt aus dem Englischen von Kirsten Riesselmann, Carl Hanser Verlag, München 2019, ISBN 978-3-446-26024-5